# Shkëlzen Gashi
Shkëlzen Taib Gashi (* 15. Juli 1988 in Zürich) ist ein ehemaliger schweizerisch-albanischer Fussballspieler. Der Mittelfeldspieler stand zuletzt beim schweizerischen Zweitligisten FC Aarau unter Vertrag.

## Karriere
Gashi, Sohn albanischer Einwanderer, wuchs in Zürich auf und spielte als Junior beim FC Zürich. 2006 wurde er in den Profibereich übernommen. Nach einer kurzen Zeit in der ersten Mannschaft wurde er wieder in die U-21 Mannschaft zurückversetzt.
In der Saison 2007/08 wurde Gashi zunächst an den Challenge-League-Verein FC Schaffhausen ausgeliehen, für den er in 16 Einsätzen drei Tore erzielte, später im Sommer 2008 an den Ligakonkurrenten AC Bellinzona. Dieser Leihkontrakt, der im Juni 2009 auslief, wurde bis zum Dezember 2009 verlängert. Nach guten Leistungen in Bellinzona wechselte Gashi im Januar 2010 vom Tessin in die Romandie, wo er von Neuchâtel Xamax fest verpflichtet wurde. Bei Xamax konnte er sich nicht nachhaltig durchsetzen und wurde an den FC Aarau ausgeliehen. Im Januar 2012 musste Xamax Insolvenz anmelden, worauf sich Gashi dem FC Aarau definitiv anschloss und einen Eineinhalbjahresvertrag unterschrieb. Dort machte er unter Trainer René Weiler beachtliche Fortschritte und erzielte im Jahr 2012 in 28 Spielen 18 Tore.

### Durchbruch bei Grasshopper und Wechsel nach Basel
Aufgrund dieser Leistungen wurde der Grasshopper Club Zürich auf Gashi aufmerksam und verpflichtete ihn nach nur einer Saison in Aarau. Bei GC gelang ihm der endgültige Durchbruch. Er war Stammspieler und trug dazu bei, dass die Zürcher 2013 Schweizer Cup-Sieger wurden. In der Saison 2013/14 konnte GC seine starke Vorsaison bestätigen und wurde Vizemeister. Gashi war erneut einer der Schlüsselspieler und wurde mit seinen 19 Treffern Schweizer Torschützenkönig.
Im Sommer 2014 wechselte Gashi zum Ligakonkurrenten FC Basel. Über die Ablösesumme vereinbarten die beiden Vereine Stillschweigen, kolportiert wurde aber ein Betrag von drei Millionen Schweizer Franken. Am 4. November erzielte er mit dem FC Basel in seinem ersten Champions-League-Spiel, gegen den bulgarischen Meister Ludogorez Rasgrad im Basler St. Jakob-Park, sein erstes Tor in diesem Wettbewerb. Er traf zum 3:0 (Endstand 4:0). Für Gashi und den FC Basel war die Spielzeit 2014/15 sehr erfolgreich. Das Team beendet den Fussballmeisterschaft 2014/15 zum 18. Mal als Meister (zum 6. Mal in Folge) mit 12 Punkten Vorsprung auf den 2. Platzierten BSC Young Boys und 25 Punkten Vorsprung auf den 3. Platzierten FC Zürich. Basel stand wiederholt im Final des Schweizer Cups, welcher aber gegen FC Sion 0:3 verloren ging. In der 2014/15 Champions League Saison avancierte Basel bis in den Achtelfinals. Während der Spielzeit 2014/15 bestritt der FC Basel insgesamt 65 Partien (36 Meisterschaft, 6 Cup, 8 Champions League und 15 Testspiele). Unter Trainer Paulo Sousa hatte Gashi insgesamt 48 Einsätze, davon 31 in der Super League, 3 im Cup, 5 in der Champions League, sowie 9 in Testspiele. Er schoss dabei 27 Tore (22 Meisterschaft, 3 Cup, 1 Champions League und 1 in die Testspiele).

### Wechsel in die USA
Am 1. Februar 2016 unterzeichnete Shkëlzen Gashi einen Vierjahresvertrag bei den Colorado Rapids in Denver. 2020 kehrte er zum FC Aarau zurück und beendete 2023 seine Karriere.

## Nationalmannschaft
Shkëlzen Gashi spielte mehrfach für die Schweizer U-21-Auswahlmannschaft. Später entschied sich Gashi aber für das Heimatland seiner Eltern: Albanien. Er gab sein Länderspieldebüt für die albanische Nationalmannschaft im August 2013, als er beim Freundschaftsspiel gegen Armenien in der 69. Minute für Edmond Kapllani eingewechselt wurde. Sein Startelfdebüt gab er im WM-Qualifikationsspiel gegen die Schweiz am 11. Oktober 2013.
Bei der Fußball-Europameisterschaft 2016 in Frankreich wurde er in das albanische Aufgebot aufgenommen. Im ersten Spiel gegen die Schweiz wurde er in der Schlussphase beim Stand von 0:1 eingewechselt. Es blieb sein einziger Einsatz, nach den drei Gruppenspielen schied das Team aus.

## Erfolge
Grasshopper Club Zürich
- Schweizer Cupsieger 2013
- Fussballer des Jahres der Schweizer Super League 2014
- Schweizer Torschützenkönig 2014

FC Basel
- Schweizer Meister 2015
- Schweizer Torschützenkönig 2015